# Academia Pampanga
La Academia Pampanga (pampango: Akademiang Kapampángan, [əkədeːmjəŋ kəːpəmpaːŋən]) es una de las academias lingüísticas que regulan el idioma pampango, hablado primeramente en las provincias de la Pampanga y Tarlac pero también en Bataán, Bulacán, Nueva Écija y Zambales. Esta tarea lo hace en colaboración con la Comisión para el Idioma Filipino, con que promueve una ortografía casi completamente idéntica a la tagala. Se estableció por Zoilo Hilario en 1937.